# Université franco-gabonaise Saint-Exupéry
L'Université Franco-Gabonaise Saint-Exupéry (UFGSE) est un établissement privé d'enseignement supérieur du Gabon. Elle détient la chaire senghore de la francophonie en son sein et des conventions avec plusieurs universités locales et internationales.
L'Université a été créée en 2012, par le professeur Raymond Mayer. L'Université délivre des diplômes de Licence, Master et Doctorat.

## Facultés
L'UFGSE est composée de plusieurs filières :
- Département d'ingénierie agricole et agroalimentaire.
- Département des études culturelles et des relations internationales.
- Département des sciences politiques et des communautés locales.
- Département du développement durable.
- Département des douanes, du Transports et communications, Imposition, Gestion des transports.
- École d'ingénieurs : Ingénierie électrique, Génie civil, Ingénierie mécanique.

Par ailleurs, l'UFGSE possède une école doctorale rattaché au PIRAL (Pôle Inter-universitaire de la Recherche Appliquée de Libreville). Celle-ci compte plusieurs laboratoires de recherche, à savoir : 
- L’Observatoire International du Couple, de la Conjugalité et de l’Extraconjugalité(OICCE).
- Ecole doctorale science et Développement Durable
- Chaire unesco développement durable (Unitwin)
- Chaire Senghor du réseau international de la francophonie
- Centre de recherche d'informatique documentaire (CRID-USE)
- Laboratoire des politiques culturelles
- Institut africain d'ingénierie rurale